# El tiempo de los ángeles
El tiempo de los ángeles (The Time of Angels) es el cuarto episodio de la quinta temporada moderna de la serie británica de ciencia ficción Doctor Who, emitido originalmente el 24 de abril de 2010. Es la primera parte de una historia en dos episodios que concluyó con Carne y piedra. En ella regresó en su primer encuentro en pantalla con el Undécimo Doctor Alex Kingston como River Song, que se convertiría a partir de este momento en un personaje de aparición recurrente con el estatus de acompañante. También constituye el primer enfrentamiento directo entre el Doctor y los ángeles llorosos, que regresan tras su participación anterior en Parpadeo.

## Argumento
El Undécimo Doctor (Matt Smith) y Amy Pond (Karen Gillian) viajan al Delirium Archive, un museo del futuro lejano, y descubren un mensaje de la Doctora River Song(Alex Kingston), escrito en antiguo idioma gallifreyano, el idioma natal del Doctor, en una caja negra dañada de la nave estelar Byzantium, 12.000 años atrás en ese momento. El Doctor lleva la TARDIS para rescatarla antes de que la nave se estrelle en el planeta Alfava Metraxis. Después de que la TARDIS aterrice siendo pilotada por River, Amy descubre que el Doctor y ella tienen una relación especial debido a la naturaleza del viaje en el tiempo: la doctora Song ha estado con el Doctor numerosas veces en el pasado de ella, mientras que el Doctor apenas sabe todavía quién es, ya que solo se ha encontrado con ella una vez (Silencio en la biblioteca y El bosque de los muertos).
River avisa al Doctor de que la carga del Byzantium contenía un mortífero ángel lloroso, que solo puede moverse cuando nadie le está mirando. Ella llama al planeta al padre Octavian y sus "clérigos" militares para que le ayuden a capturar al ángel antes de que la radiación que suelta la nave le haga demasiado poderoso, y para proteger una enorme colonia humana en el planeta. River, el Doctor y Amy revisan una grabación de cuatro segundos en bucle del ángel en el Byzantium mientras los soldados colocan el campamento base. En el exterior, el Doctor y River revisan el libro de un loco sobre los ángeles y encuentran las palabras "Aquello que contenga la imagen de un ángel se convierte ello mismo en un ángel". Mientras tanto, Amy ha regresado a la sala del video, y cada vez que gira la mirada, el ángel de la grabación se mueve, hasta que comienza a salir de la pantalla, atrapándola en la habitación. El Doctor y River intentan liberar a Amy, y el Doctor le avisa de que no debe mirarle directamente a los ojos, porque el libro comparaba los ojos con las puertas del alma, y los ángeles podrían entrar allí. Amy logra apagar la imagen en el corte de interferencia antes de la repetición, haciendo que el ángel desaparezca y salvándose. Mientras se dirigen a la nave estrellada, Amy comienza a sentir que tiene algo en el ojo.
Para acceder al Byzantium y localizar al ángel, el grupo debe viajar a través de un "laberinto de la muerte", un laberinto de piedra con numerosas estatuas erigidas por la raza nativa del planeta, entre las que los ángeles podrían camuflarse fácilmente. Después de lanzar un globo de gravedad cerca del techo del laberinto para iluminar la zona, el grupo se separa, con unos soldados quedándose para guardar la entrada. Mientras el Doctor y River hablan de los nativos de dos cabezas que construyeron las catacumbas, de repente se dan cuenta de que todas las estatuas tienen una sola cabeza, así que está claro que deben ser todas ángeles llorosos. Cada uno de ellos está más ralentizado y débil que el ángel del Byzantium, al no haber tenido alimento desde hace siglos, pero ahora están absorbiendo la energía de la nave estrellada, por lo que el Doctor supone que el ángel estrelló a propósitico el Byzantium para salvar a su especie. Mientras el grupo intenta escapar, Amy piensa que no puede moverse porque su mano se ha convertido en piedra y no puede soltarse de la barandilla del camino. El Doctor le explica que el ángel al que miró antes directamente a los ojos le está manipulando su percepción, y que ella está bien, y lo prueba mordiéndole la mano, lo que le permite liberarse. El grupo pronto descubre que los ángeles han matado a todos los guardias de la retaguardia, y están usando la conciencia de uno de los soldados, Bob, para hablar con el Doctor. Los ángeles revelan que han atraído al grupo al punto más alto del laberinto, justo debajo de la nave estrellada, y planean matarles y usar sus esencias para regenerarse más. El Doctor dice que los ángeles nunca deberían haberle metido en una trampa, y prepara al grupo para saltar una vez que destruye el globo de gravedad...

### Continuidad
El episodio, que fue el primero que se grabó de la quinta temporada, muestra el regreso de River Song, la mujer del futuro del Doctor que antes apareció en Silencio en la biblioteca y El bosque de los muertos. El tiempo de los ángeles tiene lugar un poco más en el pasado de ella, donde ella es doctora y aún no se ha convertido en profesora. Ella muestra que puede pilotar la TARDIS, diciendo que lo aprendió "del mejor", burlándose después de que no era el Doctor. En Matemos a Hitler, se muestra que fue la TARDIS quien le enseñó a pilotarla.

## Producción

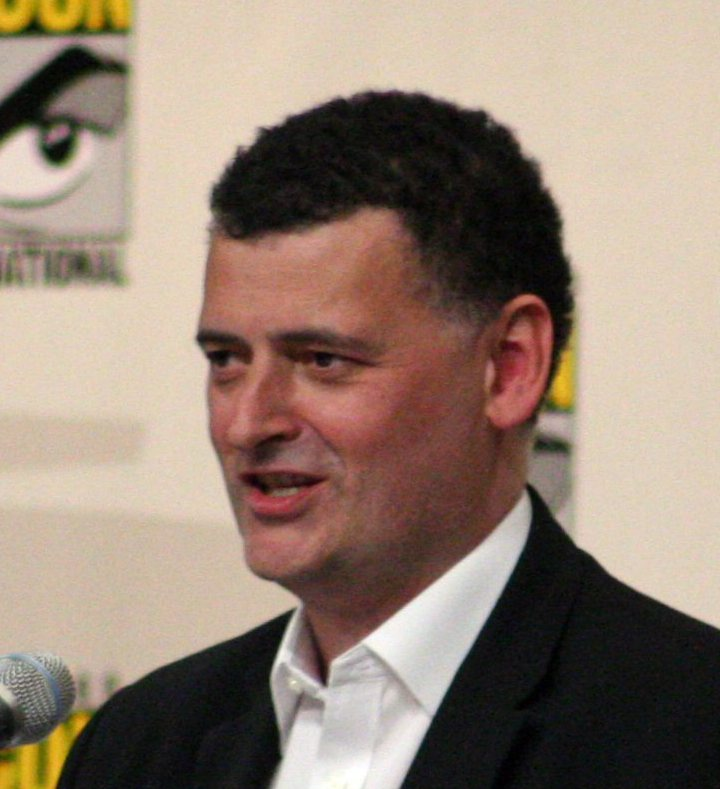
El escritor Steven Moffat pretendía que el episodio fuera una secuela de Parpadeo más orientada a la acción.

Steven Moffat fue el autor del episodio. Lo diseñó para ser una secuela más orientada a la acción de Parpadeo, un episodio que escribió para la tercera temporada moderna. Comparó esta relación con la existente entre Alien: el octavo pasajero y su secuela Aliens, en la que la primera era más pausada y la segunda más "viva de color". Moffat pensó que Aliens fue "la secuela cinematográfica mejor concebida de todos los tiempos" y pensó utilizarla como modelo. También pretendía mostrar a los ángeles actuando de forma diferente; en Parpadeo apenas lograban sobrevivir y parecían carroñeros, mientras en El tiempo de los ángeles quiso que tuvieran un plan que pudiera convertirse "casi en una guerra". La historia en dos partes pretendía mostrar la peor situación posible que podría ocurrir al enfrentarse a ellos, el estar ciego, como se muestra en la segunda parte, Carne y piedra, donde Amy está obligada a mantener cerrados los ojos. Piers Wenger pensó que el Archivo Delirium, el museo que el Doctor y Amy visitan al principio del episodio, necesitaban explicación, así que Moffat lo nombró como "el lugar de descanso final de los Monjes sin Cabeza", y le mandó esto via SMS. Los Monjes sin Cabeza aparecen en persona en el final de la primera parte de la sexta temporada, Un hombre bueno va a la guerra.
Moffat también trajo de vuelta el personaje de River Song, de los episodios de la cuarta temporada Silencio en la biblioteca y El bosque de los muertos. En la segunda parte de esa historia, River le pregunta al Décimo Doctor si habían pasado ya por "el accidente del Byzantium". La actriz Alex Kingston no esperaba regresar, pero dijo que Moffat "siempre había tenido previsto ese regreso". Moffat se inspiró en la novela de Audrey Niffenegger La mujer del viajero en el tiempo, en la que una mujer se enamora de un hombre que salta en el tiempo sin control. Moffat usó está inspiración en su episodio La chica en la chimenea, pero Alex Kingston, así como los críticos, han comparado a River con esa mujer.

## Emisión y recepción
Las mediciones nocturnas mostraron que el episodio tuvo una audiencia de 6,8 millones de espectadores, siendo el segundo programa más visto de la noche, por detrás de Britain's Got Talent. La medición definitiva fue de 8,59 millones, la más alta desde En el último momento. Esto le convirtió en el quinto programa más visto de la semana en BBC One, y el 12º en el total de emisoras en el Reino Unido. También recibió una puntuación de apreciación de 87, la más alta de la quinta temporada hasta la fecha.
El episodio se publicó en DVD y Blu-Ray junto a Carne y piedra y Los vampiros de Venecia el 5 de julio de 2010. Después se publicó en DVD con el resto de la temporada el 8 de noviembre de 2010.
El episodio tuvo una amplia aclamación de la crítica. Daniel Martin, de The Guradian, lo llamó "un impresionante logro" y "total y jodidamente aterrador". Alabó la forma en que Moffat llevó la historia de River Song, así como por convertirlo en "una intrincada carrera salpicada con ideas que la convirtieron en una auténtica pieza cinemática de drama". Gavin Fuller de The Daily Telegraph alabó el suspense y "la revelación de que todas las estatuas eran ángeles" lo que calificó como "genuinamente impactante". Aunque comentó que "costó un poco arrancar", una vez que lo hizo se convirtió en "la primera historia genuinamente escalofriante" de la temporada. Escribió que la "única auténtica decepción" fue la "sugerencia de que la TARDIS no tiene que hacer en realidad su famoso sonido al aterrizar", preguntando "¿Cómo puedes hacernos eso a los fans antiguos, Steven Moffat? ¡Ese sonido es parte de la mitología del programa!".
Patrick Mulkern, de Radio Times, describió el episodio como "simplemente televisión soberbia" y dijo que "Matt Smith parece que se está preparando para convertirs en el mejor Doctor desde Tom Baker", alabándole por ser "intenso y sutil al mismo tiempo". Pensó que empezó con "probablemente la apertura más impresionante de cualquier Doctor Who hasta entonces", y también alabó a Am por estar "jovialmente libre del bagaje emocional que minaba a sus predecesoras" de momento. Matt Wales de IGN le dio un 10 sobre 10, calificándolo como "grande, tonto, aterrador, espléndido, cautivador y, lo más importante, divertido". Aunque escribió que "nunca entendió la tensión ralentizada de Parpadeo", comentó que fue "de ritmo sin tacha y, cuando era necesario, verdaderamente aterrador". A diferencia de Fuller, alabó la broma del ruido de la TARDIS, preguntando "¿A quién podría no encantarle la gran audacia de sugerir que el icónico chirrido de la TARDIS era el resultado de que el Doctor se dejara los frenos puestos los últimos 45 años?".
Dave Golder de la revista SFX le dio al episodio 5 estrellas sobre 5, alabándolo por ser "de ritmo estupendo, con los cambios a tono ocurriendo gradual y orgánicamente". También comentó la dirección y los efectos de sonido. Keith Phipps de The A.V. Club le dio al episodio una nota de Sobresaliente bajo, alabanzo la atmósfera aterradora y el desarrollo de los ángeles llorosos. Comentó que se sentía un poco "confuso" acerca de la relación entre el Doctor y River Song, pero esperaba que eso era lo que se suponía debía sentir.